# علم الوراثة المرتبط بالشيخوخة
يهتم علم الوراثة بالمرتبط بالشيخوخة عمومًا بإطالة الحياة المرتبطة بالتغيرات الجينية، بعيدًا عن الأمراض المسرعة للشيخوخة التي تؤدي إلى إنقاص المدى العمري.
كانت أول طفرة مرتبطة بطول العمر مكتشفة في الحيوانات هي إيج-1 لدى ديدان الربداء الرشيقة. اكتشف مايكل كلاس أن عمر ديدان الربداء الرشيقة يمكن أن يتغير من خلال الطفرات، لكنه اعتقد أن التأثير كان عائدًا إلى انخفاض استهلاك الطعام (تقييد السعرات الحرارية). أظهر توماس جونسون لاحقًا أن الطفرة نفسها هي التي سببت إطالة الحياة بنسبة 65% ولم يكن الأمر عائدًا إلى تقييد السعرات الحرارية، وأطلق على الجين اسم إيج-1، متوقعًا اكتشاف الجينات الأخرى التي تتحكم في الشيخوخة. يشفر جين إيج-1 الوحدة الفرعية التحفزية الأولى للفوسفوينوسيتيد 3 كيناز.
بعد عقد من اكتشاف جونسون، اكتشفت سينثيا كينيون أن جين داف-2، أحد الجينين الضروريين لتكوين اليرقات المستكينة، أدى إلى مضاعفة عمر الربداء الرشيقة. أظهرت كينيون أن الأناط الطافرة من داف-2، التي تشكل المستكينات فوق الدرجة 25 مئوية (298 كلفن؛ 77 درجة فهرنهايت)، ستتجاوز حالة الاستكانة في درجة الحرارة دون 20 درجة مئوية (293 كلفن؛ 68 درجة فهرنهايت) مع تضاعف العمر الافتراضي. قبل دراسة كينيون، كان يُعتقد عمومًا أنه لا يمكن زيادة العمر إلا على حساب فقدان القدرة على الإنجاب، لكن الديدان الأسطوانية في دراسة كينيون حافظت على القدرة الإنجابية اليافعة بالإضافة إلى إطالة فترة اليفوع بشكل عام. تبين أن التعديل الجيني اللاحق (الطفرة في الفوسفوينوسيتيد 3 كيناز) لدى الربداء الرشيقة رفع الحد الأقصى للمدى العمري بمقدار عشرة أضعاف.
أُثبت أن ديدان الربداء الرشيقة الطافرة طويلة العمر (إيج-1 وداف-2) مقاومة للإجهاد التأكسدي والأشعة فوق البنفسجية. تبين أن هذه الأنماط الطافرة طويلة العمر تملك قدرة أعلى على ترميم الدنا مقارنةً بالنمط البري من الربداء الرشيقة. أدى إسقاط موروثة ترميم استئصال النوكليوتيد إكس بّي إيه-1 إلى زيادة الحساسية للأشعة فوق البنفسجية وتقليل المدى العمري للأنماط الطافرة طويلة العمر. تدعم هذه النتائج الفرضية القائلة بأن تلف الحمض النووي يلعب دورًا هامًا في الشيخوخة.
لم تحقق التعديلات الجينية في الأنواع الأخرى إطالة عمرية كبيرة كما لوحظ لدى الربداء الرشيقة. أدت هذه التعديلات إلى مضاعفة المدى العمري لذبابة الفاكهة الشائعة. يمكن أن تؤدي الطفرات الجينية في الفئران إلى زيادة الحد الأقصى للمدى العمري بنسبة 1.5 مرة، وما يصل إلى 1.7 مرة عند دمجها مع تقييد السعرات الحرارية.
في الخميرة، تبين أن الهستون ديسيتيلاز سير2 المعتمد على ثنائي نوكليوتيد الأدنين وأميد النيكوتين ضروري للإسكات الجيني في ثلاثة مواقع كروموسومية: موقع تزاوج الخميرة والقسيمات الطرفية والدنا الريبوسومي. في بعض أنواع الخميرة، قد تكون الشيخوخة التكاثرية ناتجة جزئيًا عن التأشيب المتماثل بين تكرارات االدنا الريبوسومي. ينتج عن إزالة تكرارات الدنا الريبوسومي تكوين دنا ريبوسومي دائري غير صبغي. تتضاعف هذه الأشكال من الدنا الريبوسومي الدائري غير الصبغي وتنعزل بشكل تفضيلي نحو الخلية الأم أثناء الانقسام الخلوي، ويُعتقد أنها تؤدي إلى شيخوخة خلوية عن طريق معايرة (التنافس على) العوامل النووية الأساسية. لم يتبين وجود أنماط الدنا الريبوسومي الدائري غير الصبغي في الأنواع الأخرى (ولا حتى السلالات الأخرى من نفس أنواع الخميرة) من الخميرة (التي تظهر أيضًا الشيخوخة التكرارية)، ولا يُعتقد أنها تساهم في الشيخوخة لدى الكائنات الحية الأعلى مثل البشر (لم يظهر أي تراكم لها في الثدييات بطريقة مشابهة للخميرة). لوحظ الدنا الريبوسومي الدائري غير الصبغي لدى الديدان والذباب والبشر. يبقى أصل الدنا الريبوسومي الدائري غير الصبغي ودوره في الشيخوخة، إن وجد، غير معروف.
رغم عدم وجود صلة بين الدنا الدائري والشيخوخة في الكائنات الحية الأعلى، بإمكان النسخ الإضافية من سير-2 إطالة عمر كل من الديدان والذباب (رغم أنه لدى الذباب، لم تتكرر هذه النتيجة من قبل باحثين آخرين، ولم يعمل مفعل سير-2، الريسفيراترول، على زيادة العمر بشكل تكاثري لدى أي من النوعين). من غير الواضح ما إذا كانت مماثلات سير-2 في الكائنات الحية الأعلى لها أي دور في المدى العمري، ولكن، أُثبت أن بروتين إس آي آر تي1 البشري يزيل الأسيتيل من بروتيني بي53 وكاي يو70 وعوامل النسخ من عائلة صندوق رأس الشوكة. بالإضافة إلى ذلك، يمكن لإس آي آر تي1 تنظيم الأسيتيلات مثل بّي300/سي بي بّي، وتبين أنه يزيل أسيتيل ثمالات معينة من الهستون.
يؤثر كل من جيني راس1 وراس2 أيضًا على الشيخوخة لدى الخميرة ولهما مماثل بشري. أُثبت أن فرط التعبير عن راس2 يطيل عمر الخميرة.
تنظم جينات أخرى الشيخوخة لدى الخميرة عن طريق زيادة مقاومة الإجهاد التأكسدي. يمكن لسوبر أكسيد ديسميوتاز، وهو بروتين يحمي من تأثيرات الجذور الكيميائية للميتوكوندريا، أن يطيل من المدى العمري للخميرة في المرحلة الثابتة عند فرط التعبير.